# Imst
Imst – miasto powiatowe w Austrii, w kraju związkowym Tyrol, siedziba powiatu Imst. Liczy 9821 mieszkańców (1 stycznia 2015).
Imst leży na północnym brzegu rzeki Inn u podnóża Alp Lechtalskich na wysokości 827 m n.p.m.

## Dzielnice
Auf Arzill, Brennbichl, Gunglgrün, Am Grettert, Sonnberg, Weinberg, Hoch-Imst oraz Teilwiesen.

## Sport i rekreacja
W Imst znajduje się centrum wspinaczkowe, gdzie regularnie rozgrywane są zawody najwyższej rangi. W Hoch Imst na wysokości 1050 m. znajduje się stacja sportów zimowych.

## Transport
Imst leży przy autostradzie A12. Przez miasto przebiega droga prowadząca przez Alpy Lechtalskie przez przełęcz Hahntennjoch (droga jest zamykana na okres zimowy) oraz droga krajowa 179 prowadząca przez Fernpass do Niemiec. W mieście znajduje się stacja kolejowa Imst-Pitztal. W czasach Cesarstwa Rzymskiego przez miasto przebiegała droga handlowa Via Claudia Augusta.

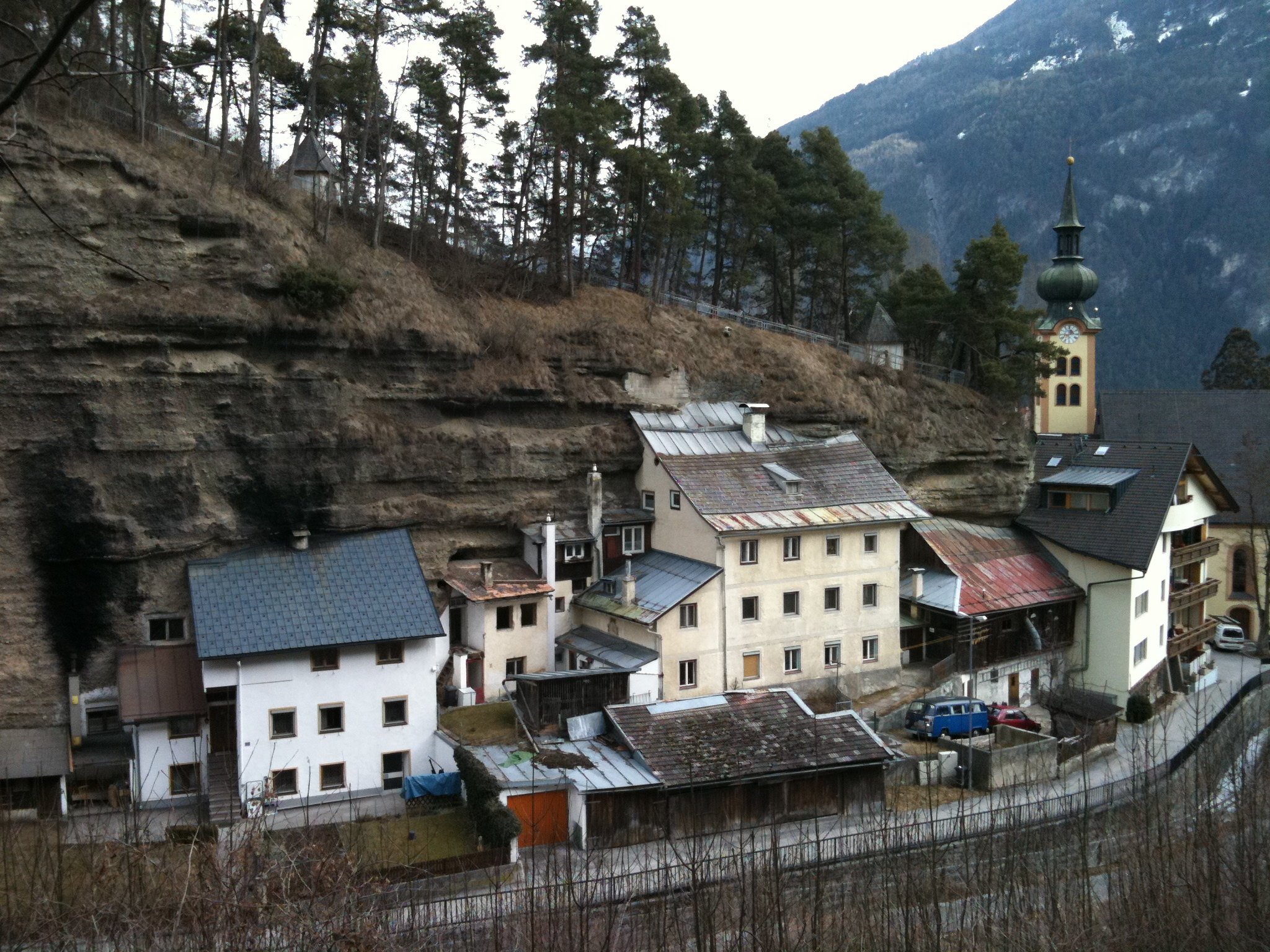
Budynki mieszkalne w Imst częściowo wykute w skale

## Stowarzyszenie SOS Wioski Dziecięce
Herman Gmeiner w 1949 roku wraz z innymi mieszkańcami Imst założył stowarzyszenie Stowarzyszenie SOS Wioski Dziecięce (SOS-Kinderdorf), które miało na celu nieść pomoc biednym i bezdomnym dzieciom, ofiarom II wojny światowej. Dwa lata później, 15 kwietnia 1951 r. otworzono w dzielnicy Sonnenberg pierwszy sierociniec, który do dziś jest wzorem jako praktyczny i łatwo dający się przystosować koncept opieki nad dziećmi.

## Karnawał
Co cztery lata w mieście świętuje się karnawał, organizując pochód – Schemenlaufen, który w 2012 roku został wpisany na listę niematerialnego dziedzictwa UNESCO. Następny pochód będzie miał miejsce 31 stycznia 2016 roku.
W 2001 roku w Imst otworzono Muzeum Karnawału (Fasnachtsmuseum).